# Бернард Игнац из Мартиниц
Бернард Игнац Ян из Мартиниц (чеш. Bernard Ignác Jan z Martinic; 20 августа 1614 — 7 января 1685, Прага, Чешское королевство) — чешский аристократ и крупный землевладелец, сын Ярослава Боржиты из Мартиниц. Высочайший бургграф Чешского королевства в 1651—1685 годах, кавалер ордена Золотого руна. Стал видным деятелем эпохи рекатолизации, финансировал строительство в Чехии католических храмов и монастырей, поддерживал корону против сословий.

## Биография
Бернард Игнац родился в 1614 году и стал пятым из семи сыновей в семье Ярослава Боржиты из Мартиниц и Марии Эусебии из Штернберка. Его отец, известный в первую очередь как жертва пражской дефенестрации, был одним из наиболее богатых и влиятельных чешских магнатов. Бернард Игнац ещё в юности занимал должность каноника в Магдебурге и Пассау, затем учился в университетах Праги и Граца, изучал право в Ингольштадте. Закончив обучение, он предпринял путешествие по Европе, особенно долго пробыв во Флоренции.
По возвращении в Чехию Бернард Игнац поступил на государственную службу. Он заседал в апелляционном суде с 1638 года, был президентом этого суда (1643—1644), высочайшим судьёй Чешского королевства (1644—1648), высочайшим камергером (1648—1650), высочайшим гофмистром (1648—1650), высочайшим бургграфом (1651—1685), состоял в Тайном совете. В 1657 году Бернад Игнац стал кавалером ордена Золотого руна.
В 1651 году, после смерти старшего брата Йиржи Адама, Бернард Игнац унаследовал обширные семейные владения с центром в Смечно. Будучи, как и его отец, рьяным католиком, он финансировал строительство ряда церквей и монастырей — обителей францисканцев в Горжовице и Сланях, монастыря святого Сальватора в Праге, часовни святой Марии в Праге и др. Его благочестие и забота о церкви рассматривались современниками как чрезмерные, а усилия по поддержке короны в подчинении сословий оценивались в ряде источников той эпохи как предательство родины и проявление беспринципного карьеризма.
Бернард Игнац из Мартиниц был женат на Веронике Поликсене Голицкой из Штернберка (1615—1659) и на Сюзанне Поликсене фон Дитрихштейн (1629—1706). В первом браке родились трое детей:
- Мария Эльжбета (1638—1671), жена Яна Франтишека Бунтальского из Врбна;
- Катерина Барбора (1642—1667), жена графа Франтишека Фердинанда Галласа;
- Фердинанд Ярослав (родился и умер в 1643).